# Irish League 1974-1975
L'Irish League 1974-1975 è stata la 74ª edizione della prima divisione del campionato nordirlandese di calcio.
Il campionato era formato da dodici squadre e il Linfield vinse il titolo. Non vi furono retrocessioni.

## Classifica finale
| Pos. | Squadra          | G  | V  | N | P  | GF | GS | Punti |
| ---- | ---------------- | -- | -- | - | -- | -- | -- | ----- |
| 1    | Linfield         | 22 | 17 | 3 | 2  | 53 | 23 | 37    |
| 2    | Coleraine        | 22 | 15 | 2 | 5  | 58 | 25 | 32    |
| 3    | Glentoran        | 22 | 14 | 3 | 5  | 52 | 30 | 31    |
| 4    | Ballymena United | 22 | 10 | 7 | 5  | 43 | 25 | 27    |
| 5    | Crusaders        | 22 | 11 | 5 | 6  | 46 | 30 | 27    |
| 6    | Bangor           | 22 | 8  | 6 | 8  | 37 | 35 | 22    |
| 7    | Portadown        | 22 | 8  | 5 | 9  | 29 | 37 | 21    |
| 8    | Larne            | 22 | 9  | 1 | 12 | 38 | 37 | 19    |
| 9    | Ards             | 22 | 7  | 3 | 12 | 28 | 43 | 17    |
| 10   | Glenavon         | 22 | 5  | 3 | 14 | 31 | 62 | 13    |
| 11   | Cliftonville     | 22 | 3  | 4 | 15 | 19 | 54 | 10    |
| 12   | Distillery       | 22 | 2  | 4 | 16 | 20 | 53 | 8     |

G = Partite giocate; V = Vittorie; N = Nulle/Pareggi; P = Perse; GF = Goal fatti; GS = Goal subiti; 